# Пасха
Пасха (хебр. פֶּסַח) је јеврејски празник којим се обележава излазак Јевреја из египатског ропства под Мојсијевим вођством описаном у Тори (Друга књига Мојсијева која се зове Излазак), односно у Старом завету. Пасха се код Јевреја славила и раније, па су у египатском ропству Мојсије и Арон тражили од фараона да их пусти на три дана у пустињу да прославе тај празник (да принесу жртву Богу, да не пошаље на њих помор или мач).
Пасха је помичан празник који увек пада у пролеће,14. дана месеца нисана (март/април), по јеврејском календару. Педесети дан после Пасхе, слави се празник Шавуот.
Овај празник је важан код православних хришћана за одређивање датума прослављања Васкрса. У православној Цркви Ускрс пада сваке године након јеврејске Пасхе, док су католици одступили од тог правила и код њих се понекад дешава да Ускрс славе и пре јеврејске Пасхе. Пасха је назив и за Васкрс. Тако се та реч и данас у романским језицима користи за највећи хришћански празник, а Срби су раније више користили назив Пасха за Васкрс. Тако се у црквеном календару из доба Ђурађа Црнојевића 1494. уместо Васкрса наводи Пасха.

## Етимологија
Хебрејски פֶּסַח је преведен као тиберијски  ( слушај), а модерни хебрејски:  Pesah, Pesakh. Глагол pasàch (פָּסַח) први пут се помиње у Торином извештају о Изласку из Египта, и постоје неке расправе о његовом тачном значењу. Уобичајена претпоставка да то значи „Прешао је преко“ (פסח), у смислу Бога који је „пролазио“ (или „прескакао“) куће Јевреја током финала десет египатских пошасти, потиче из датог превода у Септуагинти (παρελεύσεται у Exodus 12:23, и ἐσκέπασεν у Exodus 12:27). Таргум Онкелос преводи pesach као ve-yeiḥos (хебрејски: וְיֵחוֹס we-yēḥôs) „смиловао се“ који потиче из хебрејског корена חסה што значи сажаљење. Сродни језици дају сличне изразе са различитим значењима, као што су „ублажити, умирити, стишати“ (акадски passahu), „жетва, комеморација, ударац“ (египатски) или „одвојити“ (арапски fsh).
Израз Pesach (хебрејски: פֶּסַח Pesaḥ) такође се може односити на јагње или јаре које је означено као Пасхална жртва (названо Корбан Песах на хебрејском). Четири дана пре Изласка, Хебрејима је било наређено да одвоје јагње, и да га свакодневно прегледају да ли има мрља. Током 14. дана нисана требало је да закољу животињу и да њеном крвљу обележе надвратнике и стубове врата. Пре поноћи 15. нисана требало је да поједу јагње.

Појам „Пасха“ је први пут забележен на енглеском језику у преводу Библије Вилијама Тиндејла, који се касније појављује и у верзији краља Јакова. То је дословни превод хебрејског израза. У верзији краља Јакова, Излазак 12:23 гласи:
| „ | Јер ће Господ проћи да побије Египћане; и кад види крв на надвратнику и на два бочна стуба, Господ ће прећи преко врата и неће дозволити да разарач уђе у ваше куће да вас бије. | ” |

## Порекло
Сматра се да обред Пасхе води порекло из апотропејског обреда, који није повезан са Изласком, да би се осигурала заштита породичне куће, обред који се у потпуности изводи у клану. Милодух је кориштен да намаже крв заклане овце на надвратницима и стубовима врата како би се осигурало да демонске силе не могу ући у дом.
Даља хипотеза држи да је, након што је објављен Свештенички законик, наратив о Изласку преузео централну функцију, пошто је апотропејски обред, несумњиво, био спојен са хананским пољопривредним празником пролећа који је био церемонија бесквасног хлеба, повезана са јечменом жетвом. Како је мотив Изласка растао, изворна функција и симболика овог двоструког порекла била су изгубљена. Неколико мотива репродукује особине повезане са месопотамским фестивалом Акиту. Други научници, Џон Ван Сетерс, Ј. Б. Сегал и Тамара Прошић не слажу се с хипотезом о стапању два фестивала.

## Израелска Пасха
У почетку Пасха је породични празник. Слави се ноћу, током пролећне равнодневице, 14. дана месеца абиба. Јахви се приноси младунче животиње што је рођено те године да се измоле Божји благослови стаду. Жртва је јагње или јаре, мушко, без мане, а при жртвовању не сме му се пребити ниједна кост.
Његовом крвљу попрска се улаз сваког дома, у знак заштите. Његово месо једу у оквиру брзе гозбе, чинећи да гости једу спремни за пут. Ова домаћа и номадска обележја сугеришу да је Пасха врло старог порекла: можда је то она жртва за коју су Израелци молили фараона, да им је допусти да славе у пустињи, тада би она била старија од Мојсија и изласка из Египта.

### Пасха и излазак
Велико пролеће Израда је оно у којем га Бог ослобађа из египатског јарма низом провидносних захвата, код којих је најзначајнији захват у оквиру десетог египатског зла. Предање с тим догађајем касније повезује жртвовање првенаца од стада и откуп прворођених Израелаца. То је повезивање од другоразредне важности. Важна је чињеница да се Пасха поклапа с избављењем Израелаца: она постаје комеморација изласка, тог највећег догађаја њихове историје; подсећа на то да је Бог ударио Египат а поштедио своје верне.

### Пасха и празник бесквасних хлебова
С временом се почео с Пасхом чврсто повезати још један празник, првотно различит од ње, али близак јој због свога пролетног датума: то је празник бесквасних хлебова. Пасха се слави 14. у месецу, а празник бесквасних хлебова устаљује се најзад у времену од 15. до 21. Ти бесквасни хлебови иду уз принос првенаца од жетве. Избацивање старог квасца јесте обред чистоће и свакогодишње обнове; спорно је да  ли је номадског или ратарског настанка. Независно од тога, израелско је предање такође повезивало тај обред с изласком из Египта. Он је сад сећање на журбу одласка, која је била тако велика да су Израелци морали да понесу са собом тесто, премда још није било ускисло. Избављење о изласку на сваки се начин актуализује у свакогодишњим Пасхама; тај се дубоки смисао празника снажније осећа на важним прекретницама Израелове историје: на Синају и о уласку у Канан у време Езекијиних реформи око 716. године, те Јошијиних реформи око 622. године у време обнове до које долази после вавилонског прогонства 515. године.

### Пасха — празник Храма
Најважнија је модификација коју доноси Поновљени закон: он стару породичну светковину претвара у празник Храма. Можда су почеци тог законодавства дошли под Езекијом, под Јошијом је то законодавство чињеница. Пасха се тако уврштава у општу централизацију богослужења. Обред се Пасхе прилагођава; крв изливају на жртвенику свештеници и левити су главни актери церемоније. Након вавилонског прогонства Пасха постаје највећи празник. Изостављање Пасхе могло би за собом повлачити, за Жидове, право изопштење.
Сви обрезани, и то само они, морају суделовати у Пасхи. У случају нужде, она се може одложити за месец дана. Те прецизације одсад укључују свештенско законодавство у непромењиве правне прописе. Нема сумње да се Пасха, изван Светог града, ту и тамо, славила у породичном кругу; сигурно је то чинила жидовска насеобина у Елефантини, у Египту. Али жртвовање јањета полако нестаје из тих засебних светковања, која одсад залазе у сену јерусалемске свечаности.

### Пасха и нови изласци
Избављење из египатског јарма евоцира се увек кад Израел доживљава друга сужањства. Под асирским јармом, око 710. Исаија поздравља ослобођење као пашалну ноћ у којој ће Бог поштедети Јерусалим, стотину година касније Јеремија слави ослобођење изгнаних 721. као нови излазак, а грчки језик Септуагинте појачаће израз: као тачну годишњицу првог ослобођења; Бог каже: 'Ево, ја водим децу Израелову у благдан Пасхе! (Јр 31,8) Под вавилонским јармом Јеремија тврди да ће повратак 597. потиснути излазак у сећању Израела. Други Изаија навештава свршетак изгнанства као одлучни излазак који засењује окупљање распршених који ће, осим тога, постати сведок народима и који ће с пашалним јањетом служити као пралик Спаситеља који има доћи.

## Пасха и месијанска ишчекивања
Пасха је, постала једним од великих ходочашћа литургијске године. У жидовству она добија врло богат смисао, који до краја разјашњава Таргум о Изл 12,42: Израел извучен из ропства подсећа на свет извучен из хаоса, на Исака извученог из ломаче и човечанство што га очекивани Месија извлачи из беде. Те перспективе налазе у Библији многобројне ослонце. Стварање и откупљење заиста се често повезују, посебно у великом ускрсном Халелу: Ако Бог може раздвојити Црвено море, може то зато што је у почетку раздвојио исконски океан.
Спасити Јаковљеве синове, може то зато што је најпре спасао његове претке. Абрахам, сматра се, очекује излазак, а залог тог изласка за њега је Исаков спас. Изак пак, сматра се, принесен је на Сиону, као и касније пасхално јагње, он је поштеђен од мача, као касније Израел. Изака је спасио ован, Израела јагње; Изак својим обрезивањем пролива крв, крв већ богату помирном вредношћу, као што ће то касније бити крв пасхалних жртава. Сви Божји захвати у прошлости буде наду да ће у будућности наступити онај одлучни захват. Коначни спас указује се као ново стварање, као неопозиви излазак, као посвемашња победа над злом, као опет нађени рај. Божји изасланик коме је задатак да изведе тај преображај света често је виђен као Месија, тако да жидови сваке пасхалне ноћи очекују његов долазак. У римско доба управа бдије да одржи ред за време пасхалних светковина и прокуратор сваке године долази том пригодом у Јерусалим.

## Пасха у хришћанству
Хришћанска Пасха сједињује Христове ученике у заједништво с Господом, који је виђен као истинско Божје јагње. Она их на посебан начин придружује својој смрти и ускрснућу којима су избављени од греха и смрти. Веза између једног и другог празника непрекинута је и очита, али прелазом из старог Савеза у нови Савез посредством Исусове Пасхе хришћани ступају у другачији план. Пасхална је вечера у старозаветној историји и обреду доживела богат развој.
Изгледа да је изведена из једне номадске светковине с обредом који је одговарао начину живота. За Пасхалну вечер је карактеристична животиња, која је требала бити печена на ватри, коју су јели с бесквасним хлебом и горким зељем, а обред се морао славити опасаних бокова, у сандалама и с пастирским штапом у руци као кад се спремало за некакво дуго путовање. У новозаветном времену обред пасхалне вечере, састојао се од молитве, испијања неколико чаша вина, читања и ручавања одређеним редоследом. По Исусу старозаветна је пасхална вечера постала пасхом новога савеза, а у працркви успоменом на спасењско дело Божје.